# Giuseppe Marletta
Pour les articles homonymes, voir Marletta.
Giuseppe Marletta (Catane, 10 octobre 1878 – Catane, 20 mars 1944) est un mathématicien italien, représentant de l'École italienne de géométrie algébrique.

## Biographie
Après ses études secondaires dans sa ville natale, il obtient un diplôme en mathématiques de l'Université de Catane en 1901, avec toutes les notes et les honneurs, sous la direction de Mario Pieri. La même année, après avoir remporté des concours pour l'enseignement dans les écoles publiques, il devient également professeur adjoint de géométrie projective et descriptive à l'Université de Catane dirigée par Mario Pieri, obtenant la chaire libre de géométrie en 1906 ; à partir de 1912, il s'occupe également de l'enseignement de la géométrie supérieure. Chargé de divers autres enseignements de la Faculté des sciences de Catane depuis 1904 (dont l'analyse mathématique, la mécanique rationnelle, les mathématiques pour chimistes et naturalistes), professeur extraordinaire de géométrie analytique en 1926, quitte donc l'enseignement dans les collèges, exercé depuis 1902 dans diverses villes italiennes (Comiso, Adrano, Bari, Palerme et Catane), en 1929 il devint professeur de géométrie projective et descriptive à la même université, où il reste jusqu'à sa retraite, contribuant beaucoup aux études et recherches en géométrie à l'Université de Catane,,,.

## Travaux
Son activité de recherche s'est principalement déroulée dans le domaine de la géométrie, avec une attention particulière à la théorie des hyperespaces dans la continuité de Luigi Cremona. À cet égard, il a introduit les dits ultraespaces, espaces géométriques particuliers aux dimensions infinies, réalisant également des études considérables sur la variété des hyperespaces et sur de nombreux autres sujets de géométrie différentielle projective et de géométrie algébrique ,,. 

## Vie privée
Mélomane, il est également un pianiste et compositeur apprécié, ainsi que membre de diverses institutions scientifiques italiennes dont l'Académie Gioenia de Catane.

## Publications
- Trattato di geometria elementare per le scuole medie, 2 vol., Tip. V. Giannotta, Catania, 1911 (plusieurs éditions).
- Lezioni di matematiche superiori, Pubblicazioni del Circolo Matematico di Catania, Tip. V. Giannotta, Catania, 1925.
- Geometria proiettiva, Pubblicazioni del Circolo Matematico di Catania, Tip. V. Giannotta, Catania, 1932.
- Geometria proiettiva degli iperspazi, Pubblicazioni del Circolo Matematico di Catania, Tip. V. Giannotta, Catania, 1936.
- Lezioni di matematiche complementari, Pubblicazioni del Circolo Matematico di Catania, Tip. V. Giannotta, Catania, 1938.
- Geometria analitica, SEI, Catania, 1939.
- Elementi di aritmetica per le scuole medie (avec G. Aprile), SEI, Catania, 1941.
- Geometria descrittiva, Casa del Libro, Catania, 1944.